# Nishino Akira (cầu thủ bóng đá)
Nishino Akira (西野 朗 (Tây-Dã Lãng) sinh ngày 7 tháng 4 năm 1955) là một cựu cầu thủ bóng đá và là huấn luyện viên người Nhật Bản,

## Sự nghiệp cầu thủ

### Câu lạc bộ
Sau khi tốt nghiệp đại học Waseda, Nishino gia nhập Hitachi năm 1978. đội  đã giành vị trí thứ 2 tại Cúp JSL 1980 và Japan Soccer League 1982. Nishino giải nghiệp cầu thủ năm 1990.

### Đội tuyển quốc gia
Tháng 3 năm 1977, khi còn là sinh viên, Nishino đã được lựa chọn vào tuyển Nhật Bản để tham dự vòng loại World Cup 1978. Ở vòng loại này vào ngày 6 tháng 3, Nishino có trận đấu đầu tiên trong màu áo đội tuyển quốc gia gặp Israel. Nishino thi đấu 12 trận và ghi 1 bàn cho Nhật Bản cho đến năm 1978.

## Sự nghiệp huấn luyện viên

### Tại Nhật Bản
Sau khi giải nghệ năm 1990, Nishino trở thành huấn luyện viên cho Hitachi (sau này là Kashiwa Reysol). Từ năm 1991, ông huấn luyện đội tuyển U-20 và U-23 Nhật Bản. Tại vòng loại Thế vận hội Mùa hè 1996, Nhật Bản vượt qua vòng loại lần đầu tiên sau 28 năm kể từ Thế vận hội Mùa hè 1968, nơi Nhật Bản giành được Huy chương Đồng. Tại Olympic 1996, dù thắng 2 trận nhưng Nhật Bản không qua vòng bảng. Tại thời điểm đó, Nhật Bản đánh bại Brazil trong trận đầu tiên, sau đó truyền thông Nhật Bản gọi đó là "Phép màu Miami" (マ イ ア ミ の 奇跡).
Năm 1997, Nishino trở lại Kashiwa Reysol, Năm 1998, ông trở thành quản lý. Năm 1999, ông dẫn dắt đội  giành danh hiệu J.League. Năm 2000, đội giành được vị trí thứ 3 tại J.League 1 trong 2 năm liên tiếp và ông  nhận được giải thưởng huấn luyện viên xuất sắc nhất. Tuy nhiên, ông đã bị sa thải vào tháng 7 năm 2001. Năm 2002, ông ký hợp đồng với Gamba Osaka. Năm 2005, đội  vô địch J.League Division 1 lần đầu tiên trong lịch sử và ông nhận giải thưởng huấn luyện viên xuất sắc nhất. Năm 2008, đội vô địch AFC Champions League và vị trí thứ 3 tại FIFA Club World Cup. Ông cũng được bầu chọn là Huấn luyện viên xuất sắc năm của AFC, đội  cũng đã giành được 2 danh hiệu J.League 2007, 2008 và Cúp Thiên Hoàng 2009. Ông từ chức vào năm 2011. Vào tháng 5 năm 2012, ông ký hợp đồng với Vissel Kobe với tư cách là người kế nhiệm Masahiro Wada. Tuy nhiên, ông đã bị sa thải vào tháng 11. Năm 2014, ông ký hợp đồng với Nagoya Grampus và  huấn luyện đội  cho đến năm 2015.
Vào tháng 3 năm 2016, Nishino trở lại Hiệp hội bóng đá Nhật Bản làm giám đốc kỹ thuật. Vào tháng 4 năm 2018, huấn luyện viên Vahid Halilhodžić bị sa thải và Nishino được chỉ định làm huấn luyện viên mới. Một thách thức lớn đối với Nishino là thiếu thời gian chuẩn bị, đồng thời bị nghi ngờ vì thiếu kinh nghiệm huấn luyện. Tuy nhiên, tại World Cup 2018, ông đã ghi vào lịch sử khi giúp Nhật Bản đánh bại Colombia với tỷ số 2-1, trận thua đầu tiên của một đội CONMEBOL trước một đội bóng châu Á. Chiến thuật xuất sắc của ông tiếp tục được thể hiện khi Nhật Bản cầm hòa Senegal với tỷ số 2-2, sau đó Nhật Bản thua Ba Lan 0-1 trong trận đấu cuối cùng vòng bảng, nhưng do nhận ít thẻ vàng hơn Senegal nên đi tiếp, trở thành đội châu Á duy nhất làm được điều này. Tuy nhiên, Nhật Bản dừng bước ở vòng 16 đội khi thua Bỉ 2-3 dù đã dẫn trước 2–0. Nishino từ chức khi hết nhiệm kỳ vào cuối tháng 7.

### Đội tuyển quốc gia và U-23 Thái Lan
Nishino đồng ý tiếp quản đội tuyển quốc gia và U-23 Thái Lan vào ngày 17 tháng 7 năm 2019, trở thành người châu Á đầu tiên huấn luyện Thái Lan. Tại Đại hội Thể thao Đông Nam Á 2019, đội U-22 Thái Lan trở thành cựu vương khi chỉ xếp thứ 3 vòng bảng bóng đá nam; tại U23 châu Á 2020, ông giúp U-23 Thái Lan lọt vào tứ kết, còn tại vòng loại thứ 2 World Cup 2022 khu vực châu Á, đội tuyển Thái Lan chỉ xếp thứ 4 bảng G với thành tích thắng 2, hòa 3 và thua 3.Hiện tại, hợp đồng của FAT với chiến lược gia người Nhật Bản chỉ còn thời hạn tới tháng 1/2022, tuy nhiên vào hôm 29/7/2021, Liên đoàn Bóng đá Thái Lan (FAT) quyết định sa thải Akira Nishino, lý do là nhà cầm quân người Nhật Bản không hoàn thành mục tiêu ở vòng loại thứ hai World Cup 2022 cùng chuỗi thành tích không tốt ở hàng loạt giải đấu khu vực, FAT sẽ phải chi tiền đền bù khi thanh lý sớm 6 tháng hợp đồng 16,5 triệu baht (khoảng 11,5 tỉ đồng).Sau một thời gian im lặng, cựu HLV trưởng Thái Lan Akira Nishino đã lên tiếng xin lỗi người hâm mộ Thái Lan cũng như giải thích lý do thất bại của đội bóng xứ Chùa vàng ở vòng loại World Cup 2022.

## Thống kê sự nghiệp

### Câu lạc bộ
| Mùa giải  | Đội       | Giải vô địch   | Số trận | Bàn thắng |
| --------- | --------- | -------------- | ------- | --------- |
| 1978      | Hitachi   | JSL Division 1 | 13      | 1         |
| 1979      | Hitachi   | JSL Division 1 | 12      | 0         |
| 1980      | Hitachi   | JSL Division 1 | 15      | 6         |
| 1981      | Hitachi   | JSL Division 1 | 8       | 1         |
| 1982      | Hitachi   | JSL Division 1 | 15      | 4         |
| 1983      | Hitachi   | JSL Division 1 | 18      | 2         |
| 1984      | Hitachi   | JSL Division 1 | 17      | 2         |
| 1985/86   | Hitachi   | JSL Division 1 | 22      | 12        |
| 1986/87   | Hitachi   | JSL Division 1 | 17      | 1         |
| 1987/88   | Hitachi   | JSL Division 2 | 21      | 1         |
| 1988/89   | Hitachi   | JSL Division 2 | 28      | 2         |
| 1989/90   | Hitachi   | JSL Division 1 | 6       | 0         |
| Tổng cộng | Tổng cộng | Tổng cộng      | 192     | 32        |

### Thi đấu quốc tế
| Năm       | Số trận | Bàn thắng |
| --------- | ------- | --------- |
| 1977      | 4       | 0         |
| 1978      | 8       | 1         |
| Tổng cộng | 12      | 1         |

### Bàn thắng quốc tế
| # | Ngày                | Địa điểm                                     | Đối thủ  | Bàn thắng | Kết quả | Giải đấu    |
| - | ------------------- | -------------------------------------------- | -------- | --------- | ------- | ----------- |
| 1 | 21 tháng 7 năm 1978 | Sân vận động Merdeka, Kuala Lumpur, Malaysia | Malaysia | 1-4       | 1-4     | Merdeka Cup |

### Huấn luyện
Tính đến 15/6/2021
| Đội bóng       | Kể từ     | Đến       | Thống kê | Thống kê | Thống kê | Thống kê | Thống kê        |
| Đội bóng       | Kể từ     | Đến       | Số trận  | Thắng    | Hòa      | Thua     | Tỷ lệ thắng (%) |
| -------------- | --------- | --------- | -------- | -------- | -------- | -------- | --------------- |
| Kashiwa Reysol | 1998      | 2001      | 109      | 67       | 2        | 40       | 061.47          |
| Gamba Osaka    | 2002      | 2011      | 328      | 172      | 67       | 89       | 052.44          |
| Vissel Kobe    | 2012      | 2012      | 19       | 5        | 6        | 8        | 026.32          |
| Nagoya Grampus | 2014      | 2015      | 68       | 26       | 16       | 26       | 038.24          |
| Nhật Bản       | 2018      | 2018      | 7        | 2        | 1        | 4        | 028.57          |
| U23 Thái Lan   | 2019      | 2021      | 9        | 4        | 2        | 3        | 044.44          |
| Thái Lan       | 2019      | 2021      | 11       | 2        | 5        | 4        | 018.18          |
| Tổng cộng      | Tổng cộng | Tổng cộng | 571      | 278      | 99       | 174      | 050.45          |

## Danh hiệu

### Huấn luyện viên
Kashiwa Reysol
- J.League Cup: 1999

Gamba Osaka
- J.League 1: 2005
- Cúp Thiên Hoàng: 2008, 2009
- J.League Cup: 2007
- Siêu cúp Nhật Bản: 2007
- AFC Champions League: 2008

### Cá nhân
- Đại sảnh danh vọng bóng đá Nhật Bản: 2019

Cầu thủ
- Japan Soccer League Best Eleven: 1985–86

Huấn luyện viên
- Huấn luyện viên xuất sắc nhất J.League: 2000, 2005
- Huấn luyện viên của năm (AFC): 2008